# Lubomír Man
Lubomír Man (23. března 1930, Záblatí – 25. září 2024) byl český spisovatel.

## Život
Lubomír Man se narodil v Záblatí u Bohumína 23. března 1930. Po mobilizaci v roce 1938 se jeho rodina uchýlila k příbuzným na Vysočině (Velké Meziříčí, Budišov, Třebíč), kde dokončil základní školní docházku. Po válce se rodina vrátila zpět do Záblatí a LM začal chodit do bohumínského gymnázia, kde v roce 1949 maturoval. Studoval pak na Pedagogické a Filozofické fakultě Masarykovy univerzity v Brně tělesnou výchovu a anglickou literaturu a anglický jazyk. Během studií začal reprezentovat ČSR ve skoku dalekém. Od roku 1950 do roku 1956 byl stálým členem národního mužstva ČSR a dvakrát se stal vicemistrem ČSR. Učil na několika středních školách na Ostravsku, na Vysoké škole báňské, rok pracoval v zahraniční redakci ČTK v Praze. Po několika letech publicistiky do nejrůznějších tiskovin (Nová svoboda, Svět práce, Rudé právo, Červený květ, Mladý svět) začal v roce 1967 psát svou literární prvotinu Vysoký cíl.

## Dílo

### Knihy
- Vysoký cíl (1973, 1992, 1995, 2008)
- Hurá do poháru (1975)
- S devatenáctkou do Bernu (1976, 1992, 2009, 2011, 2022)
- Čekání na rychlou stopu (1980, 2007)
- Jak vyhrát pomerančovou mísu (1995)
- Sen na dosah (1999, 2018)
- Hrrr na ně! (2003, 2014)
- Psáno ze vzteku (od Topolánka k Nečasovi) (2012)
- Braň se!!! Nevzdávej to! (od Schwarzenberga k Zaorálkovi) (2014)
- Kdyby tak tohle řekl Putin (2017)
- Vím, jak sjednotit národ (2018)
- Adolfe vstaň, vše odpuštěno aneb Duté hlavy, vzhůru na Letnou (2019)

### Televizní scénáře
- Hitlerova vůle (2014)
- Hoši od Bobří řeky (2019)

### Publicistika
Své politické i jiné názory zveřejňuje v LUKu, v Literárních novinách, v Haló novinách, na webech outsidermedia.cz, parlamentnilisty.cz, novarepublika.cz, vasevec.cz, nezakladnam.cz a na několika dalších blozích. Jeho stať o smrti ruského špiona Litviněnka převzal z českých serverů i agregátor zpráv WorldNews.com. i tisková agentura Ruské federace Rusko dnes. Stať Proč nesmím vědět, co řekl Putin? pak převzala celostátní ruská informační agentura News front (Novostnoj front). Manův článek Žaluji ze září 2019 převzaly the World News, TetriSys.com a Réseau Voltaire. Článek Všimla jste si, že chcimír je u nás dnes nadávka, paní Müllerová? z července 2023 převzala globální mediální služba TetriSys.com.
Man přeložil a zveřejnil rovněž řadu článků amerického ekonoma P. C. Robertse, kritizujících americkou a izraelskou politiku. Robertse v tomto ohledu již dříve obvinila lidskoprávní organizace Anti-Defamation League z antisemitismu maskovaného jako legitimní kritika Izraele.

### Úspěch a ohlasy
Jedna kniha (Vysoký cíl) byla zpracována pro rozhlas, jiná (Hurá do poháru) pro televizi.
V anketě Mladého světa o nejoblíbenějšího spisovatele mezi učni, provedené na losem vybraném učilišti (elektrotechnické v Lipníku nad Bečvou), se Man umístil na děleném čtvrtém místě..  V roce 2022 obdržel na Slavnostech Jihu pořádaných městským obvodem Ostrava-Jih ocenění Osobnost Jihu.